# Sihva
Sihva är en ort i Estland. Den ligger i Otepää kommun och landskapet Valgamaa, i den södra delen av landet, 190 km sydost om huvudstaden Tallinn. Sihva ligger 140 meter över havet och antalet invånare är 362. Den ligger vid sjön Pühajärv.
Terrängen runt Sihva är platt. Runt Sihva är det glesbefolkat, med 13 invånare per kvadratkilometer. Närmaste större samhälle är Otepää, 5,6 km nordost om Sihva. I omgivningarna runt Sihva växer i huvudsak blandskog.